# Belonioscyphella hypnorum
Belonioscyphella hypnorum är en svampart som först beskrevs av Syd. & P. Syd., och fick sitt nu gällande namn av Franz Xaver von Höhnel 1918. Belonioscyphella hypnorum ingår i släktet Belonioscyphella och familjen Helotiaceae.   Inga underarter finns listade i Catalogue of Life.